# Soledad Buendía
María Soledad Buendía Herdoiza es ingeniera y política ecuatoriana, entre 2013 y 2021 ocupó el cargo de Asambleísta por la Provincia de Pichincha de la Asamblea Nacional del Ecuador.

## Estudios
Soledad Buendía, nacida en Ecuador, es Ingeniera de Gestión Empresarial, realizó sus estudios de Ciencias Políticas en la Flacso. Se ha especializado en Gobernabilidad y Gerencia Política, Metodología de las Lenguas Extranjeras, Género, Justicia y Derechos Humanos, Administración de Empresas, entre otros.

## Inicios
Se ha destacado como activista por los Derechos Humanos desde 1988 hasta la actualidad. Asesora y analista en políticas públicas de Gobernabilidad y Género, docente universitaria y conferencista en temas políticos, coordinadora de varios proyectos de grupos de mujeres, especialista en Manejo de Conflictos. En el año 2012, fue nombrada como Ministra Coordinadora de la Política y Gobiernos Autónomos Descentralizados. Es esposa de Edwin Jarrín, actual vicepresidente del Consejo de Participación Ciudadana y Control Social.

## Asamblea Nacional
Actualmente es la representante de las 33 parroquias rurales del Distrito Metropolitano de Quito como Asambleísta por Pichincha. Durante su actividad como Asambleísta se destaca la creación del proyecto «Legislador por un día», en la Comisión de Desarrollo Económico presidida por Juan Carlos Cassineli.  Constan entre otras cosas, la demanda de Buendía y otros asambleístas a Diario Extra por publicaciones con contenido sexista. Posee además un programa de Radio, «Un Buen Día Con Sol». En mayo del 2016, resulta designada como Presidenta de la Comisión de Desarrollo Económico, Productivo y de la Microempresa de la Asamblea Nacional, sucediendo a Lidice Larrea.